# Parapoynx sinuosa
Parapoynx sinuosa is een vlinder uit de familie van de grasmotten (Crambidae), uit de onderfamilie van de Acentropinae. De wetenschappelijke naam van deze soort is voor het eerst gepubliceerd in 1892 door Thomas Pennington Lucas.
De soort komt voor in Australië.